# Реголіт

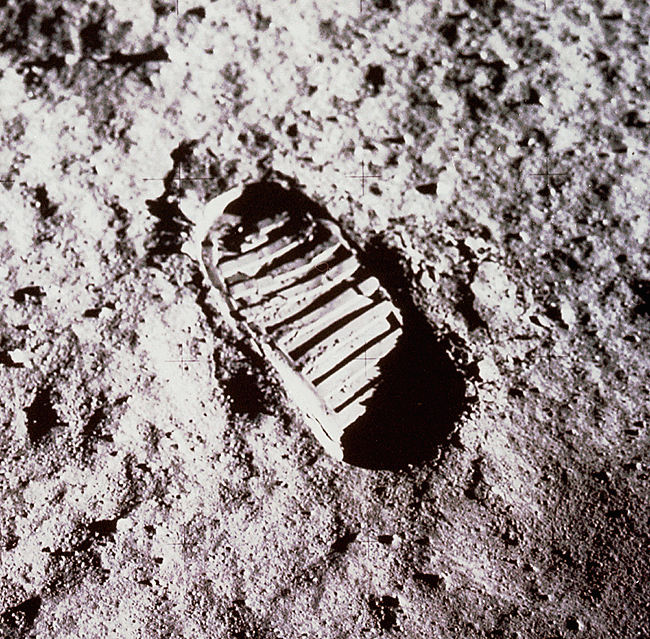
Відбиток підошви астронавта на реголіті

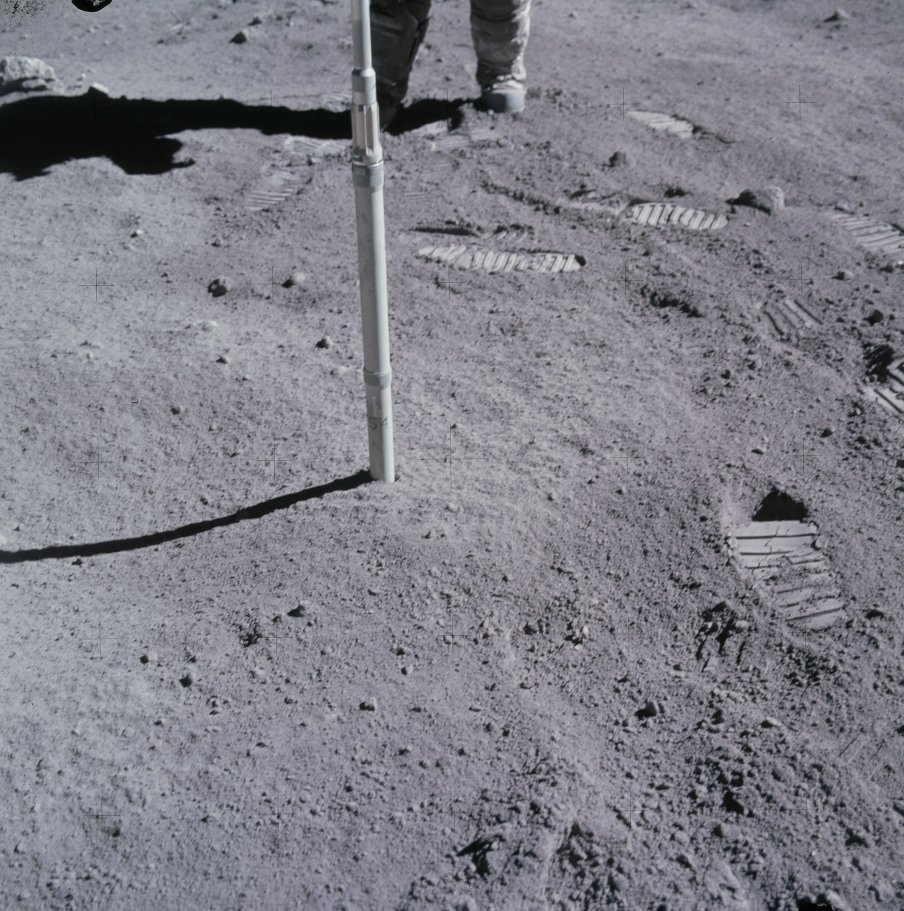
Місячний ґрунт

Реголі́т (від дав.-гр. ῥῆγος — «ковдра» та λίθος — «камінь») — являє собою шар пухких, неоднорідних поверхневих накопичень, що покривають тверду породу.

## Загальний опис
Реголіт включає пил, ґрунт, поруйновані скельні гірські породи та інші супутні матеріали та присутні на Землі, Місяці, Марсі, деяких астероїдах та інших земних планетах та місяцях. Зокрема, місячний ґрунт, різнозернистий уламковий-пиловий шар крупністю від мікрометрів до міліметрів. Сягає товщини в кілька десятків метрів.
Назву «реголіт» найчастіше застосовують до місячного ґрунту. Проте вона застосовна і до матеріалів, що покривають поверхні інших безатмосферних планет і супутників (наприклад Меркурія, Деймоса), а також астероїдів. Називають реголітом і марсіанський ґрунт.

### Реголіт Землі
Реголіт Землі включає такі різновиди та компоненти:
- Ґрунт;
- Алювій та інший транспортований покрив, у тому числі транспортований еоловими, льодовиковими, морськими та гравітаційними процесами;
- «Сапроліт», як правило, поділяється на
  - верхній сапроліт: повністю окиснена корінна порода;
  - нижній сапроліт: хімічно відновлена і частково вивітрена гірська порода;
  - сапрок: тріщинувата скельна порода з вивітрюванням.
- Вулканічний попіл і лавовий потік, які перемішані з неконсолідованим матеріалом;
- Дурікруст, утворений цементуванням ґрунтів, сапроліту та транспортованого матеріалу глини, силікати, оксиди заліза та оксигідроксиди, карбонати і сульфати, а також менш поширені агенти, стійкі до атмосферних впливів та ерозі[5];
- Підземні води- і водні відкладені солі;
- Біота та органічні компоненти, отримані з неї.

Товщина реголіту може варіюватися від його практичної відсутності до сотень метрів. Його вік може варіюватися від миттєвого (для попелу або щойно відкладеного алювію) до сотень мільйонів років (реголіт докембрійського віку зустрічається в Австралії).
Реголіт на Землі походить від вивітрювання і біоти. Найвищу частину реголіту, яка зазвичай містить значну органічну речовину, умовно називають ґрунтом .Наявність реголіту є одним із важливих факторів для більшості життя, оскільки деякі рослини можуть рости на твердих каменях або всередині них, а тварини не зможуть заритися або побудувати притулок без сипучого матеріалу.
Реголіт також важливий для інженерів, які будують будівлі, дороги та інші будівельні роботи. Механічні властивості реголіту значно відрізняються, і їх потрібно задокументувати, щоб конструкція була стійкою.
Реголіт може містити багато родовищ корисних копалин, наприклад мінеральні піски, уранову руду та поклади латеритного нікелю, серед інших. В інших місцях розуміння властивостей реголіту, особливо геохімічного складу, має вирішальне значення для геохімічних та геофізичних розвідок на родовища корисних копалин під ним. Реголіт також є важливим джерелом будівельного матеріалу, включаючи пісок, гравій, щебінь, вапно та гіпс.
Реголіт — це зона, через яку водоносні горизонти поповнюються і через яку відбувається скидання водоносного горизонту. Багато водоносних горизонтів, таких як алювіальні водоносні горизонти, повністю залягають у межах реголіту. Склад реголіту також може сильно впливати на склад води через наявність солей і кислотоутворюючих матеріалів.

### Місячний реголіт
Реголіт виникає в результаті дроблення, перемішування і спікання місячних порід під час ударів метеоритів, зокрема мікрометеоритів. Складається з уламків різних місячних порід, мінералів та склуватих речовин, іноді брекчійованих, а також фрагментів метеоритів. Частка метеоритної речовини в реголіті зазвичай менша за 2 %. Унаслідок дії сонячного вітру реголіт насичений нейтральними газами.
Товщина реголіту на Місяці — від часток метра до десятків метрів. Типове значення в морях — перші метри, на материках — порядку 10 метрів (наслідок більшого віку поверхні і, відповідно, довшого впливу метеоритного бомбардування). Нижче лежить шар менш подрібнених порід товщиною до кількох кілометрів, який називають мегареголітом (megaregolith).
Середня пористість реголіту в шарі товщиною 15 см — 50 %. Верхній шар реголіту має густину 1,1—1,2 г/см³ і витримує навантаження до 1 кгс/см². Але вже на глибині в декілька дм густина і тривкість реголіту суттєво збільшуються. За механічною структурою аналогічними є поверхневі шари ґрунту Марса і Меркурія. Теплопровідність реголіту дуже низька — приблизно в 10 разів менша, ніж у повітря. Тому шар реголіту відіграє роль термостата — вже на глибині 1 м невідчутні температурні коливання, які на поверхні Місяця складають близько 300 °C.
Реголіт покриває майже всю поверхню Місяця. Цей реголіт сформувався за останні 4,6 мільярда років від впливу великих і малих метеоритів у т. ч. мікрометеоритів, сонячного вітру і галактичних заряджених частинок. Їх дія обумовила руйнування верхніх шарів породи.
Швидкість мікрометеоритів досягає іноді більш ніж 96 000 км/год, удар генерує досить тепла, щоб розплавити або частково випарувати тверду речовину. Це плавлення і повторне замерзання утворює зварні шви між частинками, в результаті утворюються склоподібні, з нерівними краями аглютинати, які нагадують тектити, знайдені на Землі.
Шар місячного реголіту зазвичай становить від 4 до 5 м в районах морів і від 10 до 15 м у старих районах високогір'я. Нижче цього істинного реголіту є область дроблених корінних порід, які часто називають «мегареголіт» (megaregolith).
Густина місячного реголіту в місці приземлення «Аполлон-15» досягала середніх значень приблизно 1,35 г/см3 для верхніх 30 см, а на глибині 60 см густина реголіту сягала приблизно 1,85 г/см3.
Фізичні й оптичні властивості місячного ґрунту змінюються внаслідок процесу, відомого як космічне вивітрювання.

#### Можливе використанняin situ
Є різні міркування щодо можливого використання реголіту. Найважливіші складові реголіту — ільменіт, аглютинати, вулканічне скло. Ільменіт і шпінель можуть бути джерелом кисню, а разом із захопленим із сонячного вітру воднем вони можуть забезпечити одержання води.
Інший компонент сонячного вітру — гелій-3 (3Не) розглядається як потенційне ядерне паливо. За деякими оцінками, за температури 700 °C з реголіту виділяються водень, гелій і 20—30 % азоту і вуглець. Отже, одержавши тонну 3Не внаслідок нагрівання реголіту до 700 °C, додатково можна отримати 6300 т водню, 700 т азоту та 1600 т вуглецю. Існують дані, що в районі місячних морів вміст гелію-3 у верхньому шарі реголіту завтовшки три метри достатній для енергозабезпечення Землі протягом тисячі років. В травні 2025 року американський стартап Interlune, за підтримки NASA, спільно з виробником промислового обладнання Vermeer, представив повномасштабний прототип екскаватора для видобутку гелію-3 з поверхні Місяця. Механізм розрахований на виїмку до 100 т місячного ґрунту на годину.
В аглютинатах є самородне залізо, у троїліті — сірка, а на часточках ґрунту накопичуються леткі хлор, натрій, цинк і сірка. Встановлено, що верхній шар реголіту потужністю 2 м містить близько 8·109 т водню, 1,5·1010 т вуглецю і 8·109 т азоту. Крім того, з реголіту і гірських порід Місяця можна одержати такі будівельні матеріали, як цемент, бетон, кераміку і конструкції зі скла. Ці матеріали спроможні забезпечити тепловий і радіаційний захист, міцність конструкцій та їхню інертність.
Науковці з Китаю знайшли воду у зразках місячного ґрунту, доставлених на Землю місією Чан'е-5 у грудні 2020 року. У зразку місячного ґрунту міститься 120 мільйонних часток води, яка здебільшого зʼявилася в ньому завдяки сонячному вітру. Ці зразки ґрунту масою 1,731 кг зібрали 1 грудня 2020 року в північній частині Океану Бур.

#### Елементний склад місячного реголіту (у%)
| Елемент | Морський реголіт | Материковий реголіт | Реголіт окремих басейнів |
| ------- | ---------------- | ------------------- | ------------------------ |
| Ca      | 7,9              | 10,7                | 7,7                      |
| Mg      | 5,8              | 4,6                 | 6,1                      |
| Fe      | 13,2             | 4,9                 | 3,7                      |
| Al      | 6,8              | 13,3                | 9,8                      |
| Ti      | 3,1              | 0                   | 0                        |
| Si      | 20,4             | 21,0                | 21,8                     |
| O       | 41,3             | 44,6                | 43,3                     |
| S       | 0,1              | 0,072               | 0,076                    |
| K       | 0,1              | 0,073               | 0,24                     |
| Na      | 0,3              | 0,48                | 0,38                     |

#### Магнітні властивості
Магнітні властивості місячного реголіту, також як і магнітні властивості земних порід, визначаються мінералогічним складом, розміром зерен зразка і попередньою історією породи. У місячному реголіті головним феромагнітним мінералом є металеве залізо (воно ж є основним носієм залишкової намагніченості), головний парамагнетичний мінерал — піроксен (за рахунок невеликої кількості іонів закісного заліза — Fe2+), місячні антиферомагнетики (які стають сильно парамагнітними тільки при дуже низьких температурах) — ільменіт (FeTiO3) і молекула FeSiO3 в піроксенах. Таким чином, оскільки головний магнітний мінерал усіх місячних зразків — це майже чисте залізо, остільки більшість температур точок Кюрі укладаються в інтервал 750—770 °C. Поява камасітової фази (АРЄ° з 5—10 % Тш) призводить до зниження точки Кюрі до 600—700 °C; поява тенітової фази (Fe ° з 30—40 % Ni) — до зниження до 200—300 °C.
Магнітні характеристики місячних порід і реголіту, виміряні при кімнатній температурі. Первинні материкові породи, де вміст Fe ° вище, ніж у базальтах, володіють і підвищеною намагніченістю насичення (Js). Морські базальти, де вміст Fe2+ вище, ніж у материкових породах, мають і більшу парамагнітну сприйнятливість (χp). Для місячного реголіту загальний вміст металевого заліза грубо однаково (0,5—0,6 мас. %) для всіх місць посадок місій «Аполлон», у той час як зміст Fe2+ різко різні. Тому парамагнітні властивості реголіту, як і його первинних порід, залежать від регіональної геологічної ситуації; величина χp морського реголіту, як і морських базальтів, майже вдвічі вище величини χp материкового реголіту. І для морського і для материкового реголіту найбільші варіації магнітних характеристик пов'язані зі зміною місцевої геологічної ситуації, точніше з варіаціями ступеня зрілості реголіту. Збільшення ступеня зрілості реголіту означає збільшення часу його експозиції на поверхні, а значить і більший ступінь переработанности ударними подіями, при яких відбувається відновлення Fe2+ скла до Fe °. Чим більш зрілим стає реголіт, тим вище в ньому величина відношення Fe°/Fe2+, тим вище його намагніченість насичення. Чим більш зрілий реголіт, тим більш полога крива залежності величини відношення Jrs/Js від коерцитивної здатності, що трактується як збільшення розмірів частинок металевого заліза при дозріванні реголіту.

#### Електрофізичні властивості
Електрофізичні властивості реголіту дуже близькі до властивостей його земних аналогів: і ті й інші — хороші діелектрики. Відносна діелектрична проникність (ε), тангенси кута діелектричних втрат (tgΔ) і питомий електричний опір (ρ) ґрунту й аналогів досліджувалися у вакуумі й атмосфері гелію при частотах від 105 до 12·106 Гц.
Вивчено також вплив тиску і температури на електрофізичні властивості реголіту. В інтервалі тисків від 0 до 30 psi (~2 кг/см2) об'ємної ваги 1,4—2,4 г/см3 — величини тангенса кута діелектричних втрат залишаються незмінними, а значення діелектричної постійної ґрунту з тиском (а значить і з глибиною) зростають, також як у земних аналогів близького гранулометричного складу. Зі збільшенням температури величини електропровідності тонкозернистого місячного базальту знижуються.

#### Теплофізичні властивості
Теплопровідність місячного ґрунту визначається, перш за все, щільністю упаковки його частинок, а теплоємність — теплоємності входять до нього мінералів, так що для зразка ґрунту відомого хімічного складу питома теплоємність (с) — може бути розрахована за формулою:
{\displaystyle c=\sum _{i}c_{i}x_{i}}
де ci — масова концентрація i-го компонента в зразку, xi — питома теплоємність цього компонента (за довідниками для земних мінералів, наприклад).
Незважаючи на відмінність хімічного складу морського і материкового реголіту, величини його теплоємності мало залежать від регіональної геологічної ситуації, бо і морський, і материковий ґрунт складається переважно з силікатів, а величини теплоємності цих сполук близькі.
Порівнянність результатів лабораторного аналізу значень теплоємності морського реголіту і розрахунків по відомому складу відкриває дорогу для розрахункового способу визначення теплоємності реголіту для кожної конкретної геологічної ситуації.
Характер реголіту, пухкого, з порожніми порами і точковими між зерновими контактами і на морі, і на материку визначає властивості місячного ґрунту, як прекрасного утеплювача (вельми низькі значення коефіцієнтів теплопровідності, К).
Розбіжності в оцінках величин К по оптичних і радіоастрономічних вимірам, ймовірно, пов'язані з мінливістю густинних характеристик самого верхнього шару реголіту на різних ділянках поверхні Місяця, наприклад, з недообліком локальних скупчень великих брил каміння. У той же час місячний матеріал у земних лабораторних дослідах вже відносно відсортований.
Внаслідок хороших теплоізоляційних властивостей реголіту, тепловий режим поверхневого шару Місяця характеризується швидким зменшенням амплітуди температурних коливань з глибиною.
Теплофізичні властивості реголіту в значній мірі залежать від температури.
Наявні експериментальні оцінки впливу тиску показали, що коефіцієнт теплопровідності місячного ґрунту в вакуумі в межах точності дослідів не залежить від питомої тиску на ґрунт, в той час як вплив тиску гелію виявилося в умовах досвіду при РHe = 4·10−1 мм рт. ст.
Вимірювання теплофізичних параметрів реголіту і його земних аналогів показує, що для реголіту і моделюють його матеріалів, як і слід було очікувати, близькі величини теплоємності і різні величини теплопровідності. Різниця ця, найбільш ймовірно, обумовлена як недостатньо суворим відтворенням гранулометричних, а отже, і характеристик щільності, так і, що найважливіше, невизначеністю умов дегазації. У той же час величини коефіцієнта теплопровідності щільного силікатної скелета реголіту збігаються з величинами коефіцієнта теплопровідності аналогічних земних гірських порід, варіюючи в інтервалі
5—10·10−3 кал/см.сек.град.

#### Когезійні і адгезійні характеристики
Когезійні властивості проявляються в тому, що ґрунт легко злипається і тримає вертикальні стінки невеликої висоти. За спостереженнями членів екіпажів А-11, 12 на поверхні ґрунту число грудок доходило до 10 % від загального числа всіх великих об'єктів. Грудки розчавлює під підошвою черевик космонавтів.
Все розраховано за даними різних місячних експериментів величини когезії (с) і кутів внутрішнього тертя (φ) укладаються в наступні інтервали граничних значень: с = 0,1—1,0 кН/м2; φ = 30—50°.
Величина когезії як функція регіональної геологічної ситуації оцінюється в такий спосіб:
| Тип реголіту       | с, кН/м2 | φ, (град) |
| Морський (А-15)    | 1,0      | 46        |
| Материковий (А-16) | 0,6      | 46,5      |

При подібних параметрах об'ємних мас і пористості, і розмірів зерен різниця величин когезії може відображати різницю в первинних хіміко-мінералогічних склад морів і материків, і в ступені екзогенної переробки матеріалу.
Величина когезії як функція глибини строго не відома, але оскільки з даних лабораторних дослідів випливає, що величини когезії зростають з збільшенням об'ємної ваги реголіту:
| Об'ємна вага г/см3 | Коефіцієнт пористості | когезія Н/м2·10–2 | Кут внутрішнього тертя, град |
| ------------------ | --------------------- | ----------------- | ---------------------------- |
| 0,99               | 2,12                  | 3                 | 13                           |
| 1,43               | 1,17                  | 1                 | 17                           |
| 1,60               | 0,94                  | 5                 | 19                           |
| 1,70               | 0,82                  | 31                | 14                           |
| 1,87               | 0,66                  | 28                | 56                           |

а об'ємна вага реголіту збільшується з глибиною, остільки слід очікувати, що з глибиною величини когезії реголіту зростатимуть. Дійсно, найвище значення (з = 1,3 кН/м2 при φ = 46,5 °) отримано для реголіту з глибини 2,18 м.
У лабораторних дослідах когезія місячного ґрунту зберігається деякий час і в атмосфері інертних газів (Не, N).
Адгезія проявляється в налипанні місячного ґрунту на всілякі поверхні, що контактують з ним, як металеві та мінеральні, так і органічні, зокрема, поверхні пластмас. Під час всіх посадок програмами «Аполлон» місячний ґрунт налипав на деталі космічних апаратів і обмундирування космонавтів. Для екіпажу А-12 це створило певні труднощі в кабіні корабля, куди космонавти занесли багато пилу. Після перебування в атмосфері командного відсіку корабля за тиску 0,35 атм пил втратив свої адгезійні властивості.
Судячи з результатів дослідження керна свердловини А-15, в місячних умовах адгезія, хоча і дещо ослаблена, може зберігатися протягом ~107 років з моменту поховання. У цій же роботі обговорюються деталі електростатичного механізму місячної адгезії.
Лабораторні дослідження морського реголіту А-16 визначають, що такі його властивості, як опір зрушенню, коефіцієнти тертя по різних контртілах, абразивність та мікротвердість відповідають цим параметрам для земних аналогів реголіту.
Тримкість, що розуміється як граничний опір ґрунту прикладеному навантаженню за відсутності випирання ґрунту з-під тіла, що докладає навантаження, практично повністю залежить від щільності упаковки зерен реголіту, тобто від його об'ємної ваги.
Оскільки величини об'ємної ваги і когезії морського і материкового реголіту близькі, можна очікувати схожості тримкості цих матеріалів, що підтверджується результатами вимірювань глибин вдавлення опор місячного модуля КК «Аполлон» при посадках.
Так, для морського реголіту A-12 ці величини складають 5; 7,5; 10—12 см, що відповідає статичній тримкості від 0,056 до 0,077 кг/см2. Подібні величини проникнення опор в ґрунт зареєстровані при посадках A-14 (викиди з басейну Моря Дощів) — 2—4; 15—20 см; A-16 (материковий район) — до 8—10 см, причому жоден з екіпажів не відзначав удару при посадці.
Характер залежності тримкості реголіту від його об'ємної ваги оцінювався в лабораторних дослідах і може бути виражений через варіації модуля деформації (Е).
{\displaystyle E=\rho D\diagup H}
де ρ — питомий тиск штампа на ґрунт (0—1,4 кг/см); D — діаметр штампа (0,8 см); Н — глибина занурення штампа (1,2 см).
| Об'ємна вага ґрунту, г/см2 | 1,12                                                       | 1,29                                                                                     | 1,45                                                                                     | 1,62                                                                                     |
| Модуль деформації, кг/см2  | 0,156                                                      | 0,29                                                                                     | 0,85                                                                                     | 2,4                                                                                      |
| Характер деформації        | Чіткий відбиток, навколо нього — невеликі кільцеві тріщини | З'являються зони випирання навколо штампа і утворюються радіальні і концентричні тріщини | З'являються зони випирання навколо штампа і утворюються радіальні і концентричні тріщини | З'являються зони випирання навколо штампа і утворюються радіальні і концентричні тріщини |

Зі збільшенням об'ємної ваги реголіту його тримкість експоненціально зростає.
Для матеріалів, що імітують первинні гірські породи морського реголіту, той же характер залежності тримкості від об'ємної ваги оцінений по граничних величин міцності при стисненні. Для матеріалів, що імітують різні гранулометричні фракції морського реголіту, на підставі оцінок глибин пенетрації від часу віброущільнення виявлено, що до 30 секундам віброущільненні всі складові, незважаючи на відмінності величин об'ємної ваги, показують практично граничну жорсткість.
Наявність чітких залежностей між тримкістю реголіту і його об'ємною вагою вказує на те, що паралельно з варіаціями об'ємної ваги ґрунту в місцевих геологічних умовах, повинна змінюватися і його тримкість. Дійсно, вимірювання, виконані в ході роботи Лд-1, показують, що тримкість реголіту менше на валах кратерів, де ґрунт більш пухкий, і більше в міжкратерному просторі, де ґрунт більш щільний.
Відповідно до зміни об'ємної ваги реголіту з глибиною змінюється і його тримкість, причому характер зміни обох параметрів значною мірою відображає місцеву послідовність нашарування матеріалу реголіту. У цьому сенсі дуже показові дані по глибокому бурінню A-16.
Середні оцінки зміни тримкості реголіту на різних глибинах такі:
| Глибина | Глибина | Тримкість, кг/см2 | Тримкість, кг/см2  | Тримкість, кг/см2 |
| ------- | ------- | ----------------- | ------------------ | ----------------- |
| Менше   | 1 мм    | ~0,01             | {\displaystyle \}} | За даними…        |
| 1 мм    | 2 мм    | ~0,02             | {\displaystyle \}} | За даними…        |
| 1 см    | 2 см    | ~0,2              | {\displaystyle \}} | За даними…        |
| 5 см    | 7 см    | ~0,5              | {\displaystyle \}} | За даними…        |
| 10 см   | 15 см   | ~1—2              | {\displaystyle \}} | За даними…        |
|         | 70 см   | 1,0—1,5           | {\displaystyle \}} | За даними…        |

Загалом показники міцності властивостей місячного реголіту:
- досить мало залежать від регіональної геологічної ситуації (море-материк);
- сильно варіюють в мінливих місцевих геологічних умовах;
- зростають із глибиною;
- близькі до таких для Земних аналогів.

#### Проникність реголіту для газів
Після посадки на Місяць КК A-14, протягом декількох секунд вигляд місячної поверхні здавався космонавтам нечітким, розмитим. Це явище, ймовірно, викликане виділенням з ґрунту газів, задутих в поровий простір реголіту на останніх стадіях спуску. Газ, який виходить з пор реголіту, виносить тонкі частинки ґрунту, викликаючи погіршення видимості.
Лабораторне дослідження зразка реголіту, що складається з частинок базальту і аглютінатів, і аналогів — подрібнених земних базальтів того ж гранулометричного складу — показує близьку подібність їх властивостей по відношенню до величинам пропускається молекулярного газового потоку. При цьому експериментальні дані свідчать про сильний вплив присутності водяної пари на десорбції азоту, аргону, кисню і окису вуглецю зі зразків тонкозернистих фракцій місячного реголіту з питомою поверхнею 0,3—0,6 м2/г. Хемосорбірованная волога в процесі відкачування дає характерну петлю гістерезису в широкому інтервалі температур, різко ускладнюючи евакуацію адсорбованих газів.
Зазначена близькість характеристик дегазації подрібнених базальтів і місячного реголіту дозволяє розраховувати його газопроникність для різних режимів, використовуючи методи розрахунку пористих фільтрів або нейтральних сипучих тіл із заданими величинами пористості.
При експериментальній роботі з аналогами особливу увагу слід звернути на ретельність підбору гранулометричного складу, бо від цього залежать ефективні розміри пір, різко впливають на газопроникність матеріалу.
Використання земних аналогів для вивчення явищ, в яких потрібно високий вакуум всередині порового простору ґрунту, найбільш утруднено. Різниця тисків у камері і в порах ґрунту може досягати значних величин, які не компенсуються швидкістю відкачування (наявність цієї різниці можна встановити по швидкості натікання в перекриту вакуумну систему).
Крім того, для земних аналогів необхідна відкачування газів, не тільки адсорбованих розвиненою поверхнею ґрунту, але і оклюдованого породою, застигає на Землі, на відміну від Місяця, в умовах надлишку ряду летючих. У місячному реголіту невелика кількість газів сонячного вітру (в основному, Н2, Ні) знаходиться в рівновазі з потоком атомів частинок у вакуумі навколишнього середовища. Важливо пам'ятати і те, що земні гірські породи, на відміну від місячних, містять деяку кількість гідросилікатів, які також мають підвищену пружність пара.
Підсумовуючи сказане, для вивчення вакуумних властивостей може бути рекомендований наступний шлях виготовлення аналога місячного реголіту.
1. Відбір зразків свіжої гірської породи, по петрографічним ознаками не містить гідросилікатів.
2. Дроблення і виготовлення суміші відповідного гранулометричного складу.
3. Дегазація з поступовим нагріванням до температур близько 800—850 °C (нижче температур спікання) з витримкою під вакуумом протягом декількох годин для видалення оклюдованого і пов'язаних летючих.
4. Вакуумування за температур 200—400 °С протягом десятків годин — до повного припинення газовіддачі.

## Реголіт на Марсі
Марс покритий величезними просторами піску і пилу, а його поверхня всіяна скелями та валунами. Час від часу пилові бурі підхоплюють величезні хмари пилу по всій планеті. Марсівський пил дуже дрібний, і в атмосфері його залишається достатньо, щоб надати небу червонуватий відтінок.
Вважається, що пісок рухається лише повільно під час марсіанських вітрів через дуже низьку щільність атмосфери. У минулому рідка вода, що текла в балках і річкових долинах, могла сформувати марсіанський реголіт. Деякі дослідники Марса вважають, що підземні води формують марсіанський реголіт в нинішню епоху. Гідрати вуглекислого газу також відіграють певну роль. Вважається, що в екваторіальних частинах Марса і на його поверхні у більш високих широтах всередині реголіту залишається заморожена велика кількість льоду води та вуглекислого газу.
Марсіанські породи представлені уламковими пористими породами і еоловими пісками. Густина марсіанських порід на піщаних рівнинах — 1—1,6; на скелястих рівнинах — 1,8 (для порівняння, на Місяці, відповідно: 1—1,3 і 1,5—2,1). Розмір частинок на поверхні планети: 10—100 мкм — від 60 % (піщані рівнини) до 30 % (скелясті рівнини), 100—2000 мкм — відповідно від 10 % до 30 %. Основні компоненти марсіанських порід — залізо (в деяких пробах — до 14 %), кальцій, алюміній, кремній, сірка. Є також стронцій, цирконій, рубідій, титан. Ґрунт Марса, згідно з наявними даними, представлений сумішшю силікатів і мінералів класу оксидів зі значним вмістом сульфатів (можливо, гідратованих). Сірка, очевидно, наявна в сульфатах. Велика кількість червоного пилу з діаметром часточок близько 1 мкм надає поверхні планети червонястого відтінку. Характерна особливість поверхні Марса — наявність кріосфери — льоду Н2О в полярних шапках і в ґрунті. Сучасні дані з марсіанських порід свідчать про існування на Марсі хімічно диференційованої кори, аналогічної земній корі. Марсохід «Curiosity» американського космічного агентства NASA знайшов великі поклади кварцу в марсіанських гірських породах. Також «Curiosity» виявив на поверхні Марса мінерал тридиміт (SiO2), який, як правило, асоціюється з кремнієвим вулканізмом, відомим на Землі, але це перші ознаки цього явища на сусідній планеті.

## Реголіт на Титані (супутник Сатурна)
Відомо, що найбільший супутник Сатурна Титан має великі поля дюн, хоча походження матеріалу, що утворює дюни, остаточно невияснене — це можуть бути невеликі уламки водяного льоду в метані, або, можливо, частинки органічної речовини, що утворилися в атмосфері Титана та випали на поверхню. Вчені ідентифікують цей пухкий крижаний матеріал як реголіт через механічну схожість з реголітом на інших тілах, хоча традиційно (і етимологічно) цей термін застосовувався лише тоді, коли пухкий шар складається з мінеральних зерен, таких як кварц, плагіоклаз або уламки гірських порід. Зазвичай пухкі ковдри з крижаних зерен не вважалися реголітом, тому що, коли вони з'являються на Землі у вигляді снігу, вони поводяться інакше, ніж реголіт, зерна тануть і змерзаються тощо. Однак Титан настільки холодний, що лід поводиться як камінь. Таким чином, існує льодовий реголіт з ерозією та еоловими та/або осадовими процесами. Зонд Гюйгенс використовував пенетрометр при посадці, щоб охарактеризувати механічні властивості місцевого реголіту. Повідомлялося, що сама поверхня є глинистим «матеріалом, який може мати тонку кірку, за якою слідує область відносної однорідної консистенції». Подальший аналіз даних свідчить про те, що показники консистенції поверхні, ймовірно, були викликані тим, що Гюйгенс зміщував велику гальку під час приземлення, і що поверхню краще описати як «пісок», зроблений з крижаних зерен. На знімках, зроблених після приземлення зонда, видно плоску рівнину, вкриту галькою. Камінчики, які можуть бути зроблені з водяного льоду, дещо заокруглені, що може свідчити про дію на них рідин.